# Остервальд
Остервальд (нім. Osterwald) — громада в Німеччині, розташована в землі Нижня Саксонія. Входить до складу району Графство Бентгайм. Складова частина об'єднання громад Ноєнгаус.
Площа — 33,38 км2. Населення становить 1205 ос. (станом на 31 грудня 2021).